# Пріхно Микола Васильович
Микола Васильович Пріхно (нар. 15 серпня 1944, село Червона Слобода, тепер Черкаського району Черкаської області) — український радянський діяч, ланковий механізованої ланки радгоспу імені Леніна Черкаського району Черкаської області. Герой Соціалістичної Праці (15.12.1972). Депутат Верховної Ради СРСР 10—11-го скликань.

## Біографія
Народився в селянській родині. Одразу після закінчення сільської школи пішов працювати в тракторну бригаду колгоспу імені Леніна Черкаського району Черкаської області. З 1961 року працював колгоспником, помічником тракториста, потім, після чотиримісячних курсів, — трактористом.
У 1963—1966 роках — служба в Радянській армії.
У 1966—1970 роках — тракторист, механізатор колгоспу імені Леніна села Червона Слобода Черкаського району Черкаської області.
Член КПРС з 1970 року.
У 1970—1976 роках — ланковий, а у 1976—1982 роках — бригадир тракторної бригади колгоспу імені Леніна села Червона Слобода Черкаського району Черкаської області.
У 1978 році заочно закінчив агрономічний факультет Уманського сільськогосподарського інституту Черкаської області.
З 1982 року — ланковий механізованої ланки радгоспу імені Леніна села Червона Слобода Черкаського району Черкаської області.
Потім був головним інженером радгоспу імені Леніна Черкаського району, працював в «Агростаті» села Леськи Черкаського району Черкаської області.
Автор книги «Сила трудового суперництва», Київ: Промінь, 1977.
Потім — на пенсії в селі Червона Слобода Черкаського району Черкаської області.

## Нагороди
- Герой Соціалістичної Праці (15.12.1972)
- два ордени Леніна (15.12.1972,)
- ордени
- медалі